# Massisteria marina
Massisteria marina ist ein heterotropher Flagellat aus der Gruppe der Cercozoa. Er ist die einzige Art der Gattung Massisteria und Familie Massisteriidae und gehört zum Stamm Cercozoa. Sie ist in Meeren weit verbreitet und ernährt sich von Bakterien.

## Merkmale
Die Zellen sind abgeflacht und tragen zwei kurze, nicht aktive Geißeln, die im amöboiden Stadium auf der Zelloberfläche aufliegen. Die Zellen bilden sehr dünne, verzweigte Pseudopodien, die kleine Extrusomen und Mikrotubuli enthalten. 
Sie besitzen einen recht komplexen Zellzyklus, der Amöben, aktiv schwimmende zweigeißelige Zellen und Plasmodien umfasst. Zysten sind nicht bekannt. 

## Systematik
Massisteria wurde früher zu den Cercomonadida gestellt. Molekulargenetischen Untersuchungen zufolge gehört sie jedoch definitiv nicht in diese Gruppe. Verschiedene Arbeiten stellen sie in unterschiedliche Gruppen der Cercozoa, jeweils mit geringer statistischer Abstützung. Adl et al. stellten sie daher incertae sedis in die Cercozoa. Bass et al. haben sie 2008 als eigene Familie Massisteriidae in die Klasse Granofilosea gestellt.

## Belege
- Alexander P. Mylnikov, Serguei A. Karpov: Review of diversity and taxonomy of cercomonads. Protistology, Band 3, 2004, S. 201–217. ISSN 1680-0826